# 박수동
박수동(朴水東, 1941년 11월 12일 ~ )은 대한민국의 만화가이다. 1941년 일본 가나가와현에서 태어났다가 1945년 8·15 광복과 함께 고국으로 귀국하였다. 1965년 만화 《천연기념물》로 데뷔하였으며 선데이 서울에 만화 《고인돌》을 연재하여 고인돌 작가로도 잘 알려져 있다. 정감있고 익살스런 그림체가 인상적이다.

## 대표작
- 《땅콩찐콩》
- 《별똥탐험대》
- 《5학년 5반 삼총사》
- 고인돌 (성인만화)

## 일화
- 롯데제과의 스크류바,  롯데삼강의 빠삐코 CF에서 고인돌 주인공들이 출연하였으며, 각 제품 포장지에도 고인돌 주인공들이 디자인되어 있다.
- SBS의 마스코트인 ‘고미’ 도 박수동 작가의 그림체를 통해 탄생되었다.

## 수상
- 1992년 제2회 한국만화문화상 수상 - 《공룡나라 우리엄마》[1]